# Ro-50
Ro-50 — підводний човен Імперського флоту Японії, який брав участь у Другій світовій війні.

## Загальна інформація
Корабель, який спорудили на компанії Mitsui Zosensho в Тамано, належав до типу Kaichū VII (також відомий як клас Ro-35).

## Бойова служба
19 листопада 1944-го Ro-50 вирушив з Куре на бойове патрулювання в районі на схід від філіппінського острова Лусон (на той момент пройшов уже місяць після висадки союзників на Філіппінах, а японський надводний флот був розгромлений у вирішальній битві в затоці Лейте). 25 листопада, спостерігаючи за ворожими літаками, човен віднайшов ударне авіаносне з'єднання та зміг поминути лінію ескорту, після чого випустив торпеди з дистанції близько 800 метрів. Хоча на Ro-50 чули вибухи, завдати якоїсь шкоди ворожим кораблям не вдалось. 27 грудня човен повернувся до Куре.
23 січня 1945-го Ro-50 знову попрямував до східного узбережжя Філіппін. 1 лютого човен помітив корабель та влаштував погоню, проте це виявилось госпітальне судно. А 3 лютого Ro-50 сам був атакований та зазнав певних пошкоджень, які, втім, не завадили йому продовжити бойовий похід. Нарешті, вранці 10 лютого човен перестрів конвой, який прямував з новогвінейського Порт-Холландія до острова Лейте, та випустив чотири торпеди. Одна з них поцілила танкодесантне судно LST-577, що зазнало важких пошкоджень і після спроби проведення на буксирі було наступної доби добите самими американцями біля узбережжя Мінданао. Ввечері того ж 10 лютого Ro-50, який перебував на поверхні, був виявлений радаром есмінця, що після екстреного занурення японського корабля (до глибини у 120 метрів, що в 1,5 раза перевищувала максимальну проєктну) віднайшов його сонаром та скинув три серії глибинних бомб. На Ro-50 почалось протікання через усі торпедні апарати, пошкоджено клапани баластних цистерн (також виявилась розбитою оптика обох перископів). Втім, човен вцілів та 20 лютого повернувся до Куре, після чого пройшов на ремонт до Майдзуру (обернене до Японського моря узбережжя Хонсю).
20 квітня 1945-го Ro-50 вирушив з Майдзуру для бойового патрулювання на схід від острова Окінава (на який вже кілька тижнів як висадився десант союзників). У цьому поході човен не зміг досягнути якихось успіхів та 4 травня прибув до Куре, після чого пройшов у Майдзуру.
З 29 травня по 3 липня 1945-го Ro-50 провів ще один безрезультатний похід, під час якого діяв у Східнокитайському морі, а потім на схід від Тайваню та Окінави.
У вересні 1945-го після капітуляції Японії Ro-50 опинився під контролем союзників, а 1 квітня 1946-го був затоплений у Східнокитайському морі.

## Бойовий рахунок
| Дата       | Назва   | Тип                 | Тоннаж | Місце                |
| 11.02.1945 | LST-577 | танкодесантне судно | 1651   | на схід від Мінданао |